# Komarna
Komarna is een plaats in de gemeente Slivno in de Kroatische provincie Dubrovnik-Neretva. De plaats telt 126 inwoners (2001).